# Conus coltrorum
Espèce
Conus coltrorum est une espèce de mollusques gastéropodes marins de la famille des Conidae.
Comme toutes les espèces du genre Conus, ces escargots sont prédateurs et venimeux. Ils sont capables de « piquer » les humains et doivent donc être manipulés avec précaution, voire pas du tout.

## Distribution
Cette espèce d'escargot conique est présente dans la mer des Caraïbes.

## Taxonomie

### Publication originale
L'espèce Conus coltrorum a été décrite pour la première fois en 2014 par les malacologistes américain Edward James Petuch (d) et Robert F. Myers dans la publication intitulée « Xenophora Taxonomy »,.

### Synonymes
- Conasprelloides coltrorum Petuch & R. F. Myers, 2014 · non accepté (combinaison originale)
- Conus (Dauciconus) coltrorum (Petuch & R. F. Myers, 2014) · appellation alternative

## Identifiants taxonomiques
Chaque taxon catalogué par les bases de données biologiques et taxonomiques possède un identifiant qui permet d'établir un point de référence. Les identifiants de Conus coltrorum dans les principales bases sont les suivants :
CoL : XX78 - WoRMS : 759702